# Madeleine Wagner
Pour les articles homonymes, voir Wagner.
Madeleine Wagner, née Madeleine Vincent le 18 octobre 1910 à Chalon-sur-Saône (Saône-et-Loire), morte le 9 mai 2002 à Alix (Rhône), est une artiste peintre et professeure française.

## Biographie
Elle naît en 1910 à Chalon-sur-Saône, où son père, Pierre Vincent, est luthier et facteur d'orgues et de pianos,,.
En 1933, elle épouse à Chalon-sur-Saône Maurice Wagner, secrétaire de fabrication à la faïencerie de Digoin,. Son nom marital sera son nom d'artiste.
Elle décède en 2002 à Alix (Rhône), où se trouve un hôpital gériatrique annexe des hôpitaux de Lyon, quatre ans après le décès de son mari dans cette commune.
Ils sont tous deux inhumés dans la même tombe au cimetière de Proveysieux (Isère).

### Formation
Le métier de son père lui permet très tôt de côtoyer des artistes et de s'intéresser aux arts.
Surtout attirée par les arts graphiques, elle suit les cours de l'école municipale de dessin de Chalon-sur-Saône, et des cours de peinture auprès du peintre Henri Darbois (1865-1941), mâconnais élève de Gérôme.
Puis de 1939 à 1943 elle va parfaire sa formation à Paris, à l'école nationale supérieure des beaux-arts, où elle aura pour maîtres René Jaudon, Louis Roger, Gustave Corlin, Henri Bouchard statuaire, ainsi qu'à celle des arts décoratifs, et à l'école du Louvre,.
En 1939, à l'issue de ses études, elle obtient le diplôme d'état de professeur d'arts plastiques,.

### Carrière
Son parcours professoral et sa participation à de nombreux salons et expositions montrent qu'elle a mené en parallèle sa mission d'enseignante et sa passion pour la peinture ,.

#### Professeur d'arts plastiques
Sa carrière d'enseignante commence en 1940 : 
Elle exerce successivement à Joigny, Sens, Le Creusot, Tournon, Grenoble où elle enseigne au lycée Stendhal de 1945 à 1973, puis termine sa carrière au lycée Honoré-de-Balzac à Paris,,.
Outre les arts graphiques, elle fait découvrir à ses élèves la poterie, la céramique, le modelage, la reliure.

#### Artiste peintre
Après sa nomination à Grenoble elle installe, à partir de 1952 dans une maison qu'elle a acquise, sa résidence et son atelier d'été à Proveysieux, petit village de Chartreuse où se retrouvaient souvent, à la fin du XIXe siècle, autour de Théodore Ravanat, une vingtaine d'artistes locaux, peintres ou sculpteurs, groupe que l'on a dénommé l'école de Proveyzieux.
Lorsqu'elle quitte Grenoble, elle travaille de 1975 à 1998 dans l'atelier que la ville de Paris a mis à sa disposition dans le quartier de Beaubourg.
Elle pratique le dessin, l'aquarelle, la gouache, et surtout la peinture à l'huile,, au service de sujets qui vont de la réalisation de portraits à des inspirations oniriques, en passant par des paysages rustiques et des scènes religieuses,.
La critique sur son œuvre est généralement très positive,,.

## Engagement social et féministe
- Club Soroptimist International de Grenoble : présidente (1973-1975)
- Arts et Lettres de France (section Beaux-Arts) : déléguée pour la région parisienne
- Union des femmes peintres et sculpteurs (UFPS) : vice-présidente
- Club Soroptimist "Paris-Fondateur" : vice-présidente
- Association française des femmes diplômées des universités (AFFDU) : membre du comité, après adhésion en 1960 [10] ,[14]

## Expositions et salons
Elle participe à un nombre très important de salons et expositions : 
- Salons parisiens :

Sociétaire : Salon d'automne, Salon des artistes français, Salon des indépendants, salon de la Société nationale des beaux-arts, salon de l'Union des femmes peintres et sculpteurs, Société nationale d'horticulture de France
Exposante : Musée de la Marine, Comparaisons, Salon du dessin et de la peinture à l'eau, Arts et Lettres de France, Peintres du spectacle, Grand Prix de France...
- Expositions et salons à l'étranger :

On en dénombre 21, dont 7 aux États-Unis et 1 au Japon. Elle est notamment récompensée de trois médailles d'or
- Expositions particulières :

On en compte 16, dont 3 à Paris
- Invitée d'honneur :

18 salons, biennales ou festivals
- Expositions posthumes (jusqu'à 2014) :

15 expositions

## Collections publiques
- « Des toiles signées Madeleine Wagner figurent dans les musées »[3], dont une au moins au Musée dauphinois, musée départemental de l'Isère[15]
- Un de ses tableaux a été acquis en 1973 par un musée d'Abidjan[10]
- Madeleine Wagner et sa famille ont également fait des donations à la commune de Proveysieux, principalement pour en décorer l'église Saint-Pierre (en 2014, le total s'élevait à cinq tableaux et un vitrail)[16],[17],[18].

## Distinctions principales
- Officière de l'ordre des Palmes académiques (1978)
- Médaille d'or de la société académique Arts-Sciences-Lettres de Paris, 1989
- Médaille de vermeil de la ville de Paris, 1987[3]
- Prix Signatures, Paris 1969
- Médaille d'or Arts-Sciences-Lettres de France, 1981
- Médaille de vermeil de la Société d'encouragement au progrès, 1982[10]